# Trofeo Laigueglia 2002
Il Trofeo Laigueglia 2002, trentanovesima edizione della corsa, si svolse il 19 febbraio 2002, su un percorso di 172,6 km. La vittoria fu appannaggio dell'italiano Danilo Di Luca, che completò il percorso in 4h29'36", precedendo il connazionale Eddy Mazzoleni e il belga Serge Baguet.
I corridori che presero il via da Laigueglia furono 194, mentre coloro che portarono a termine il percorso sul medesimo traguardo furono 127.

## Ordine d'arrivo (Top 10)
| Pos. | Corridore         | Squadra                  | Tempo    |
| ---- | ----------------- | ------------------------ | -------- |
| 1    | Danilo Di Luca    | Saeco                    | 4h29'36" |
| 2    | Eddy Mazzoleni    | Tacconi Sport-Emmegi     | s.t.     |
| 3    | Serge Baguet      | Lotto-Adecco             | s.t.     |
| 4    | Fausto Dotti      | Cage Maglierie-Olmo      | a 2"     |
| 5    | Michele Bartoli   | Fassa Bortolo            | s.t.     |
| 6    | Mirko Celestino   | Saeco                    | s.t.     |
| 7    | Giuliano Figueras | Ceramiche Panaria-Fiordo | s.t.     |
| 8    | Paolo Bettini     | Mapei-Quick Step         | s.t.     |
| 9    | Raffaele Ferrara  | Alessio-Bianchi          | s.t.     |
| 10   | Luca Mazzanti     | Mercatone Uno            | s.t.     |